# Publicidade exterior

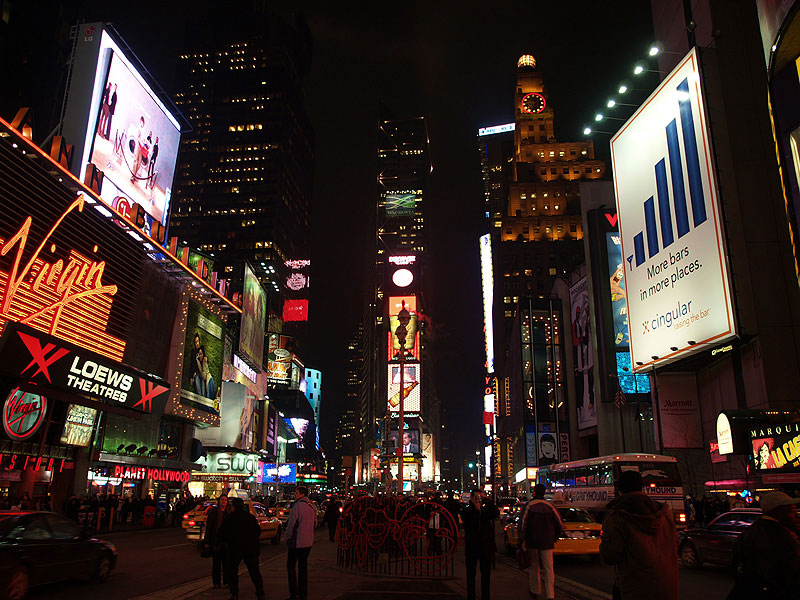
Times Square em Manhattan - Uso intensivo de mídia exterior.

Publicidade exterior ou mídia exterior é a denominação utilizada na área de publicidade de forma genérica para veiculações em ambiente urbano. As principais formas deste tipo de veiculação são os outdoors (padrão 3x9m), mobiliário urbano (abrigos de ônibus, relógios, totens de rua, lixeiras, protetores de árvores), empenas de prédios e fachadas, topos, placas de ruas, frontlights e backlights, painéis digitais, projeções e galhardetes.

## Tipos
Esta forma de publicidade está subdividida numa grande variedade, como as caixas de luz. Estas são facilmente visíveis, não só de dia, mas também de noite, devido à sua iluminação interior, que ilumina assim as frentes do anúncio geralmente construída de acrílico translúcido, e de vinil recortado.
Existem outras formas de publicidade exterior, como letras em néon, inox, latão, alumínio, aluzinco, e acrílico, sendo esta última iluminada da mesma forma que as caixas de luz, através da iluminação interior, e os outros tipos de letra, com iluminação indirecta, através de um friso néon colocado dentro da letra que projecta luz para trás da letra.
As palas normalmente funcionam como os anúncios luminosos, mas têm um avanço bastante elevado, proporcionando uma cobertura e um destaque maior.
Os pórticos, são as torres geralmente feitas de acrílico, com iluminação interior, funcionando também da mesma maneira que as caixas de luz, mas visam uma disposição vertical.
Os monopostes, tal como o nome o diz, tem a ver com o tipo de suporte que é um só poste. Estes monopostes elevam a grandes alturas, telas e painéis publicitários de grandes dimensões. A iluminação destes normalmente funciona através de projectores colocados acima ou abaixo da publicidade.
Os primeiros meios físicos utilizados foram os tradicionais outdoors, porém durante a década de 2000 os últimos anos a publicidade exterior estendeu-se a novos meios estáticos e móveis. Hoje são utilizados como suporte transportes públicos, automóveis comerciais, as cabines telefónicas, as fachadas dos prédios e tudo o mais que a imaginação dos criativos e dos empresários permitir. É acessível, gratuita e absorvida facilmente pelo consumidor, visto que a publicidade exterior visa a simplicidade e o destaque.

## Por país

### Brasil
De acordo com o Mídia Dados 2009, a mídia exterior (Outbus/Busdoor) foi a mais lembrada entre os consumidores das praças do Recife, de Salvador e de Fortaleza.Segundo o Projeto Inter-Meios, a mídia exterior apresentou o segundo maior crescimento no primeiro semestre de 2009, com 12,4% (R$ 300,1 milhões), atrás apenas da Internet, com 22,8% (R$ 394,5 milhões em valor).
Na década de 2010, a mídia exterior apresentou crescimento significativo. Em 2016, por exemplo, cresceu 17% em relação ao ano anterior.